# جوایز استریمر
جوایز استریمر (انگلیسی: The Streamer Awards) مراسمی می باشد که به استریمر ها به صورت سالیانه داده خواهد شد. این مراسم از سال ۲۰۲۲ در شبکه اجتماعی توییچ آغاز شد. نامزد ها به صورت آنلاین توسط مردم انتخاب می شود و برنده به صورت ترکیبی ۷۰ درصد توسط رای مردم و ۳۰ درصد توسط کارشناسان انتخاب می شوند.